# Pugilato ai I Giochi panamericani giovanili
Le competizioni di pugilato ai I Giochi panamericani giovanili si sono svolte dal 26 novembre al 1º dicembre a Cali, in Colombia

## Podi

### Ragazzi
| Evento | Oro                        | Argento                   | Bronzo                  |
| 52 kg  | Ewart Marin Hernández      | Isaias Navarri            | José Daniel Mijangos    |
| 52 kg  | Ewart Marin Hernández      | Isaias Navarri            | César Martin Astorga    |
| 57 kg  | Julius Ballo               | Pablo Capistrano          | William Colon Vazquez   |
| 57 kg  | Julius Ballo               | Pablo Capistrano          | Jhon Elin Orobio        |
| 63 kg  | Carlos Alfonso Utria       | Hebert Soares             | William Ortiz Rivera    |
| 63 kg  | Carlos Alfonso Utria       | Hebert Soares             | Joel Iriarte            |
| 69 kg  | Quincey Williams           | Jorge Forcades Mena       | Piero MPrieto           |
| 69 kg  | Quincey Williams           | Jorge Forcades Mena       | Yeferson Belalcazar     |
| 75 kg  | Khriszthihan Barrera Arias | Joel Orlando Salva        | Donte Layne             |
| 75 kg  | Khriszthihan Barrera Arias | Joel Orlando Salva        | Cristian Enrique Garcia |
| 81 kg  | Luis Reynoso Valiente      | Ricardo de Oliveira Filho | Santiago Franco         |
| 81 kg  | Luis Reynoso Valiente      | Ricardo de Oliveira Filho | Sebastián Moreno        |
| 91 kg  | Ronny Alvarez Noa          | Sebastian Andres Murillo  | Ali Almajdi             |
| 91 kg  | Ronny Alvarez Noa          | Sebastian Andres Murillo  | Angel Daniel López      |
| +91 kg | Marlon Hurtado             | Ali Feliz                 | Adrian Fresneda Ricardo |
| +91 kg | Marlon Hurtado             | Ali Feliz                 | Erick Naranjo           |

### Ragazze
| Evento | Oro                    | Argento                   | Bronzo                   |
| 51 kg  | Kayla Gomez            | Margarita Murguia         | Novoanny Nuñez           |
| 51 kg  | Kayla Gomez            | Margarita Murguia         | Flor Valentina Rodríguez |
| 57 kg  | Jewry Rodriguez        | Rosa Astrid de la Luz     | Xiomara Santamaría       |
| 57 kg  | Jewry Rodriguez        | Rosa Astrid de la Luz     | Sol Ayelen Medina        |
| 60 kg  | Camila Gabriela Camilo | Faith Mendez              | Juliannys Alvarez        |
| 60 kg  | Camila Gabriela Camilo | Faith Mendez              | Gema Morales             |
| 69 kg  | Jesikah Guerra         | Maria Guadalupe Rodríguez | Samara Couto dos Santos  |
| 69 kg  | Jesikah Guerra         | Maria Guadalupe Rodríguez | Roxana Briceño           |
| 75 kg  | Maryelis Yriza         | Angie Solano              | Janina Cuero Boya        |
| 75 kg  | Maryelis Yriza         | Angie Solano              | Darianne Hernandez       |